# 洛伊弗芬根

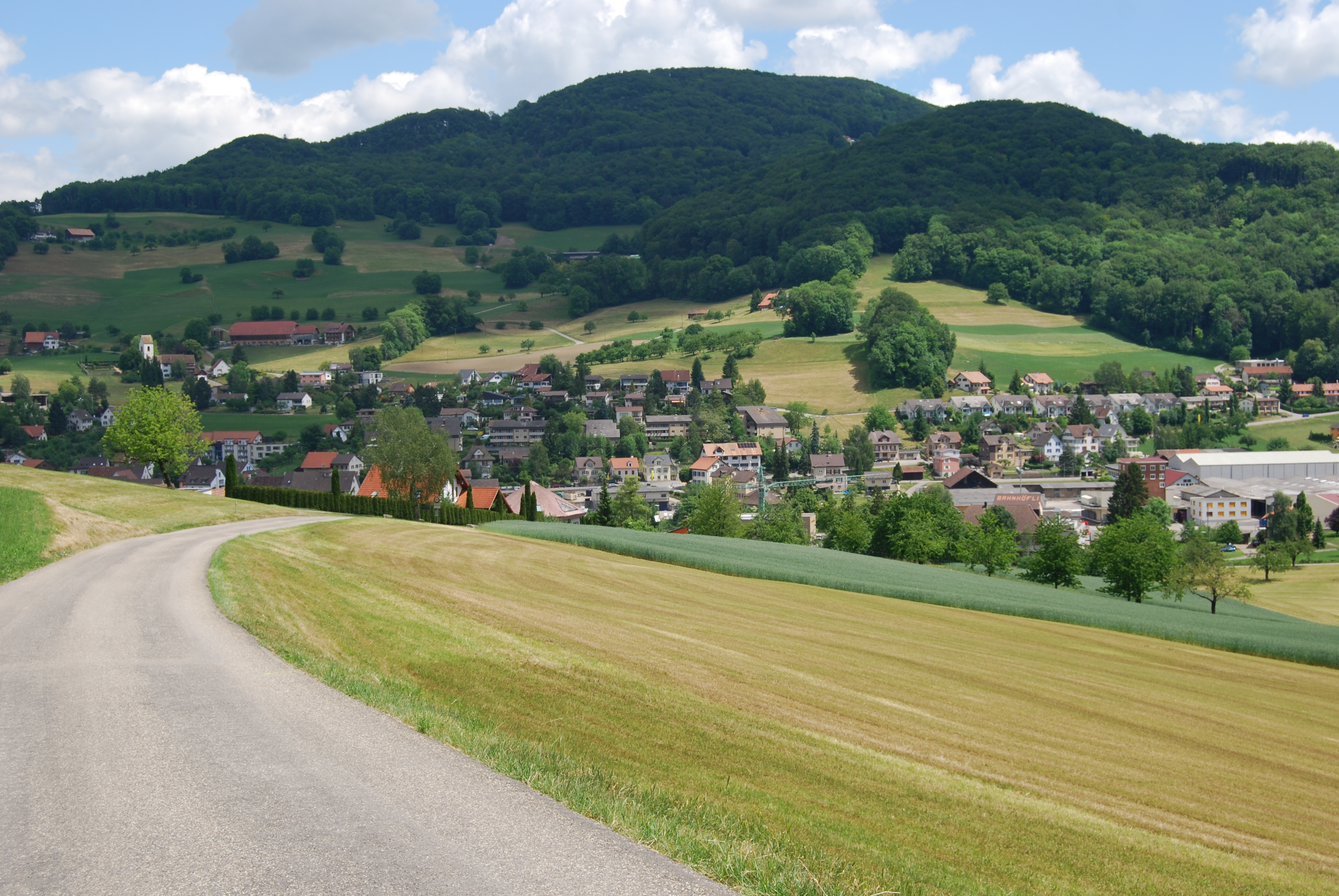

洛伊弗芬根是瑞士的城鎮，位於該國北部，由巴塞爾鄉村州負責管轄，面積8.15平方公里，海拔高度560米，2012年人口1,300，六成人口信奉基督教，人口密度每平方公里160人。

## 外部連結
- Official website （页面存档备份，存于） （德文）